# Iglesia de San Esteban (Uríbarri)
La iglesia de San Esteban es un edificio situado en la anteiglesia española de Uríbarri, en la provincia de Álava.

## Descripción
El edificio se encuentra en la anteiglesia española de Uríbarri, del municipio de Aramayona, perteneciente a la provincia de Álava, en la comunidad autónoma del País Vasco. Se menciona como iglesia parroquial del lugar en el decimoquinto volumen del Diccionario geográfico-estadístico-histórico de España y sus posesiones de Ultramar de Pascual Madoz, donde aparece descrita con las siguientes palabras: «igl. parr. (San Miguel), servida por un beneficiado». En el tomo de la Geografía general del País Vasco-Navarro dedicado a Álava y escrito por Vicente Vera y López, se dice lo siguiente: «Tiene templo parroquial de categoría rural de segunda, dedicado á San Esteban, y pertenece al arciprestazgo de Villarreal».